# Will Stout
Will Stout es un deportista estadounidense que compite en vela en la clase Star. Ganó una medalla de plata en el Campeonato Mundial de Star de 2024.

## Palmarés internacional
| Campeonato Mundial | Campeonato Mundial         | Campeonato Mundial | Campeonato Mundial |
| Año                | Lugar                      | Medalla            | Clase              |
| ------------------ | -------------------------- | ------------------ | ------------------ |
| 2024               | San Diego (Estados Unidos) | Medalla de plata   | Star               |